# Tabanus schuurmansi
Tabanus schuurmansi är en tvåvingeart som beskrevs av Szilady 1926. Tabanus schuurmansi ingår i släktet Tabanus och familjen bromsar. Inga underarter finns listade i Catalogue of Life.